# Гинген ан дер Филс
Гинген ан дер Филс (њем. Gingen an der Fils) општина је у њемачкој савезној држави Баден-Виртемберг. Једно је од 38 општинских средишта округа Гепинген. Према процјени из 2010. године у општини је живјело 4.395 становника. Посједује регионалну шифру (AGS) 8117025.

## Географски и демографски подаци
Гинген ан дер Филс се налази у савезној држави Баден-Виртемберг у округу Гепинген. Општина се налази на надморској висини од 384 метра. Површина општине износи 10,0 km². У самом мјесту је, према процјени из 2010. године, живјело 4.395 становника. Просјечна густина становништва износи 439 становника/km².